# Trichonyssodrys melasmus
Trichonyssodrys melasmus là một loài bọ cánh cứng trong họ Cerambycidae.